# Лелюхин, Александр Георгиевич
Алекса́ндр Гео́ргиевич Лелю́хин (1862 — после 1920) — русский общественный деятель и политик, член IV Государственной думы от Смоленской губернии.

## Биография
Родился 11 (23) марта 1862 года. Окончил Катковский лицей (1881) и юридический факультет Московского университета со степенью кандидата прав (1886).
По окончании университета поселился в своем имении и посвятил себя общественной деятельности. Происходил из потомственных дворян Смоленской губернии и имел в Юхновском уезде 276 десятин земли при сельце Исакове); кроме этого в Келецкой губернии был майорат размером в 1802 морга. Избирался гласным Юхновского уездного и Смоленского губернского земств (1888—1911), почётным мировым судьёй Юхновского уезда. В 1890—1897 годах был земским начальником Юхновского уезда, затем в течение семи трёхлетий избирался уездным предводителем дворянства (1897—1917). Дослужился до чина действительного статского советника (1910).
Особое внимание уделял вопросам народного образования. В 1911 году принимал участие в работе особой комиссии Министерства народного просвещения по разработке программ для народных школ повышенного типа. В 1912 году был членом бюро и председателем первой секции на общеземском съезде по народному образованию в Москве. Кроме того, учредил Исаковское общество сельского хозяйства, состоял попечителем Юхновского детского приюта и председателем попечительского совета Юхновской женской гимназии. В знак признания заслуг Лелюхина в сфере народного образования земство присвоило его имя Исаковскому училищу, а местное дворянство учредило четыре стипендии имени Лелюхина.
В 1912 году был избран в члены Государственной думы от Смоленской губернии 2-м съездом городских избирателей. Входил во фракцию октябристов, после её раскола — в группу беспартийных, а в сентябре 1915 года был принят по баллотировке во фракцию центра. Состоял товарищем председателя комиссии по народному образованию, а также членом комиссий: по местному самоуправлению, бюджетной, земельной. Был членом Прогрессивного блока.
После Февральской революции 17 марта 1917 года назначен комиссаром Временного правительства в 5-й армии Северного фронта, а 1 апреля — в 7-й Уральской дивизии, находившейся в Минске. С 3 мая 1917 года был заместителем (от фракции центра) В. П. Басакова в Особом совещании для изготовления проекта Положения о выборах в Учредительное собрание, а с августа 1917 — членом Всероссийской комиссии по делам о выборах в Учредительное собрание.
После 1918 года эмигрировал в Польшу. Был членом правления Русского комитета. Его судьба после 1920 года неизвестна. Был женат, имел четверых детей.

## Награды
- Орден Святого Станислава 2-й ст. (1901);
- Орден Святой Анны 2-й ст. (1904);
- Орден Святого Владимира 4-й ст. (1907);
- Орден Святого Владимира 3-й ст. (1913);
- Высочайшая благодарность (1914);
- Орден Святого Станислава 1-й ст. (1915).
- медаль «В память царствования императора Александра III»
- медаль «За труды по первой всеобщей переписи населения» (1897)
- Знак отличия «за труды по землеустройству»
- медаль «В память 300-летия царствования дома Романовых» (1913)